# 구스타보 아돌포 베케르

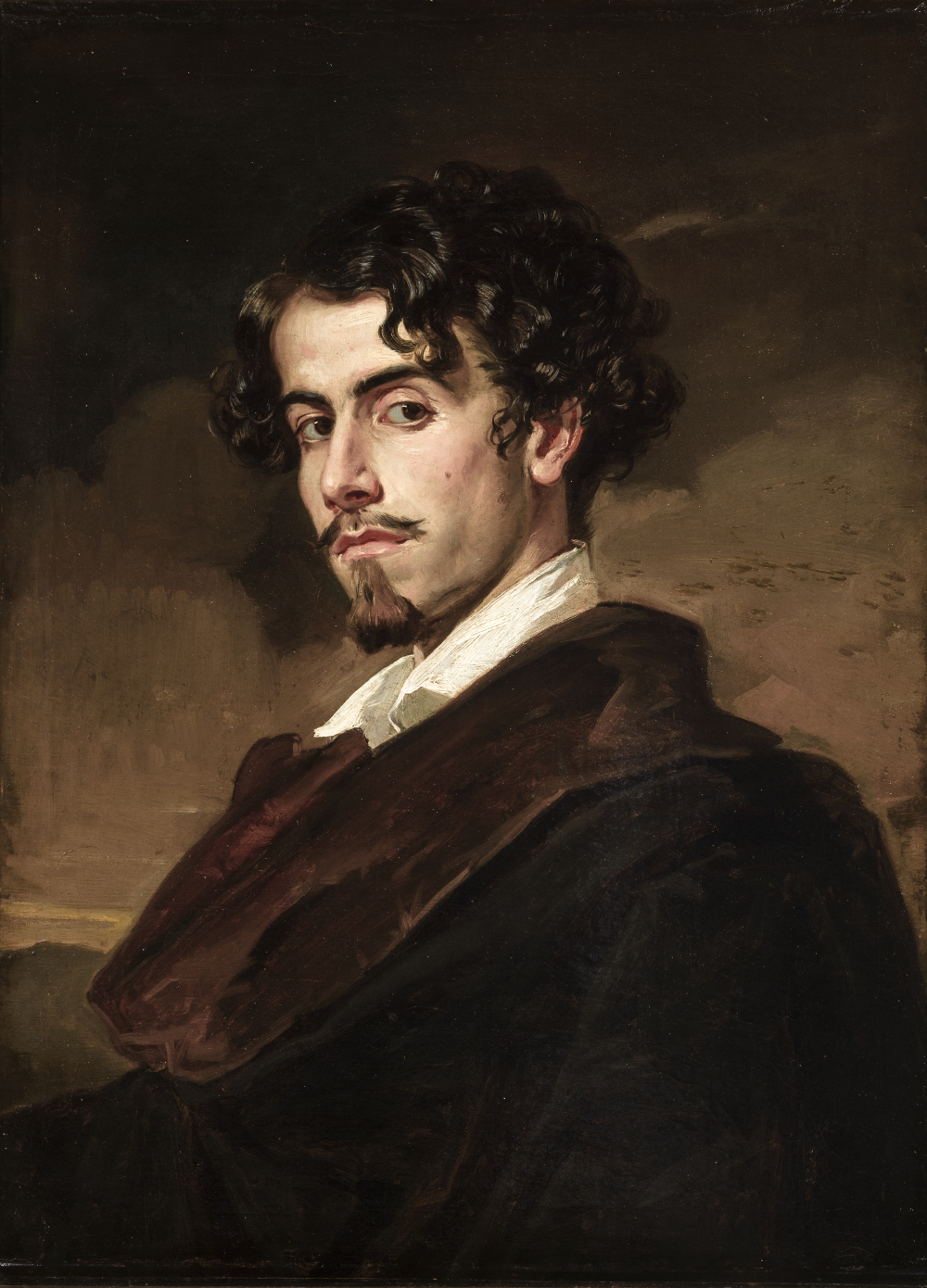

구스타보 아돌포 베케르(Gustavo Adolfo Bécquer, Gustavo Adolfo Claudio Domínguez Bastida, 1836년 2월 17일 – 1870년 12월 22일)는 에스파냐의 시인이다.
낭만주의(浪漫主義)의 참된 내용을 다시 새롭게 썼다고도 할 수 있는, 후기 낭만파를 대표하는 사람. 그의 서정은 내적이며 섬세하고, 그리고 가볍고 음악적으로 차분하게 독자의 마음을 파고든다. 남부의 안달루시아에서 태어나 고아가 되었고 마드리드에 가서 가정적으로도 불우한 생활을 보냈으며 그의 <서정 소곡집>의 1편은 그가 죽은 후에 출판되었다. 독일 낭만파의 영향을 받고 있으며 단순한 형식이나 표현은 유럽의 낭만주의보다도 에스파냐 고유의 민요 전통을 많이 전해받고 있다. 그의 서사시는 널리 애창되고 산문집 <이야기>(1864)에는 독일풍의 환상으로 충만되어 있다.